# 신경행 청난공신교서 및 관련문적
신경행 청난공신교서 및 관련문적(辛景行 淸難功臣敎書 및 關聯文籍)은 충청북도 청주시 상당구, 국립청주박물관에 있는 조선시대의 국왕문서이다. 2003년 8월 21일 대한민국의 보물 제1380호로 지정되었다.

## 개요
신경행 청난공신교서(辛景行淸難功臣敎書)는 선조 29년(1596)7월 이몽학이 충청도 홍산에서 난을 일으켰을 때 이를 토벌하는데 공을 세운 사람들에게 내린 것으로 선조 37년(1604)에 호성공신(扈聖功臣), 선무공신(宣武功臣)과 동시에 내려진 것이며 그 공신의 수효가 5명에 지나지 않아서 공신교서로서는 희귀성이 있는 것이므로 문화재적 가치가 있다.
이와 관련된 문적중 유서(諭書)는 신경행을 선조 41년(1608)6월에 수충청도병마절도사(守忠淸道兵馬節度使)로 임명하면서 내린 것으로, 그 유서와 함께 밀부 제1부(密符 第1符)만을 내린 것은 매우 희귀한 예이다. 그리고 청난공신 증예조판서 영성군 신경행(淸難功臣 贈禮曺判書 靈城君 辛景行)에게 충익(忠翼)이란 시호(諡號)를 내리는 시호교지(贈諡敎旨)는 시호서경(諡號署經)과 함께 신경행의 증시(贈諡)에 관련된 자료이다.
그밖에 청난원종공신록권(淸難原從功臣錄券)은 선조 38년(1605)4월에 신경행의 아들 주부 신면(主簿 辛勉)에게 내려준 것이며, 이십공신회맹문·회맹록(二十功臣會盟文·會盟錄)과 이십일공신회맹 문·회맹록(二十一功臣會盟文·會盟錄)은 신경행과 관련있는 자료들이다.
이들 일괄 문적은 서지학·역사학 연구 및 조선조 공신관계 연구자료로서 가치가 있다.

## 같이 보기
- 청난공신

## 참고 자료
- 신경행 청난공신교서 및 관련문적 - 국가유산청 국가유산포털